# Coppa delle nazioni africane 2012
La Coppa delle nazioni africane 2012, o Orange Africa Cup of Nations 2012 per ragioni di sponsorizzazione, nota anche come Gabon-Guinea Equatoriale 2012, è stata la 28ª edizione di questo torneo di calcio continentale per squadre nazionali maggiori maschili (spesso detto Coppa d'Africa) organizzato dalla CAF e la cui fase finale si è svolta in Gabon e Guinea Equatoriale dal 21 gennaio al 12 febbraio 2012.
Il vincitore del torneo è stato lo Zambia, che ha battuto nella finale disputata allo Stade d'Angondjé di Libreville la Costa d'Avorio per 8-7 ai rigori. Per i Chipolopolo è stato il primo titolo continentale.

## Qualificazioni
Gabon e Guinea Equatoriale (esordiente assoluta in tale manifestazione) sono state ammesse di diritto alla fase finale in quanto paesi organizzatori.
I rimanenti quattordici posti sono stati assegnati tramite un percorso di qualificazione che ha visto la partecipazione di 44 nazionali e che si è disputato tra il 1º luglio 2010 e il 9 ottobre 2011.

## Immagine del torneo

### Pallone ufficiale
"Comoequa", il pallone prodotto dall'Adidas appositamente per il torneo, terzo creato dall'azienda tedesca per la Coppa d'Africa, è stato presentato il 2 gennaio 2012.
Il nome è un omaggio al fiume Komo che scorre nelle due nazioni ospitanti e all'equatore che attraversa entrambi i paesi.
Il pallone ha un colore giallo brillante e riferimenti alle bandiere dei due paesi, sui pannelli triangolari che si trovano al centro. Ha la stessa struttura del Tango 12, pallone ufficiale di Euro 2012.

### Mascotte

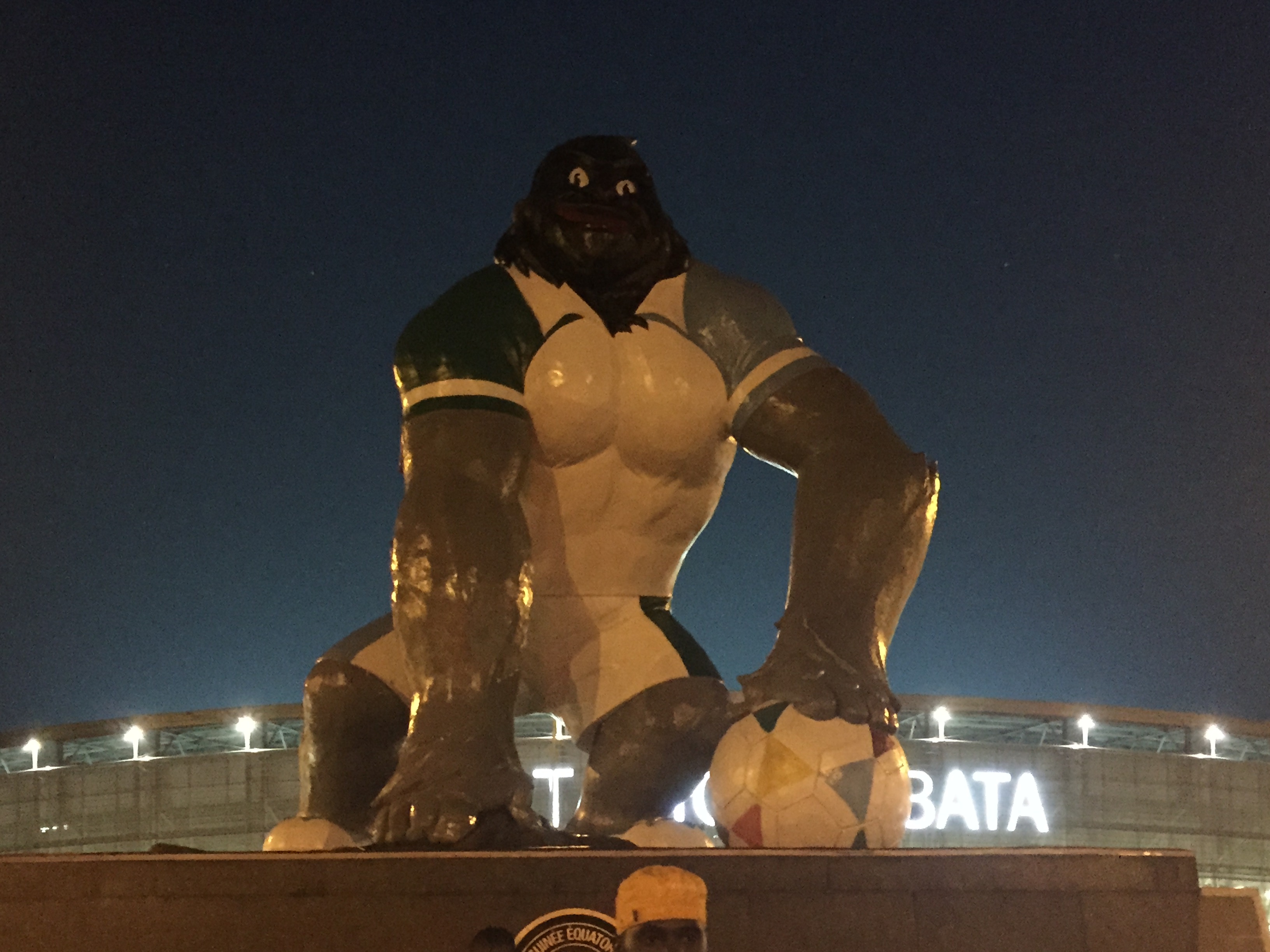
Gaguie, la mascotte della Coppa d'Africa 2012

La mascotte ufficiale dell'evento è stata svelata il 16 settembre 2011.
Chiamata Gaguie, consiste in un gorilla che indossa una maglietta verde, bianca e blu, colori nazionali della Guinea Equatoriale e del Gabon.
Il suo nome nasce dall'unione della prima sillaba dei due paesi organizzatori, “Ga” (Gabon) e “Guie” (Guinea Equatoriale).

## Scelta della sede
Dopo l'edizione del 2000 svoltasi in Ghana e Nigeria, per la seconda volta nella storia del trofeo sono state due le nazioni che hanno ospitato la fase finale dell'evento, in questo caso il Gabon e la Guinea Equatoriale, che hanno sconfitto nel sorteggio del 4 settembre 2006 la candidatura della Libia e che a loro volta sono state battute dall'Angola per la manifestazione del 2010.
Erano state stabilite contemporaneamente anche le sedi delle successive tre edizioni della competizione (la Libia per quella del 2013, il Marocco per quella del 2015 e il Sudafrica per quella del 2017, con la Nigeria come nazione di riserva qualora uno dei tre Paesi succitati non fosse stato in grado di mantenere tutti i requisiti in regola) ma lo scoppio nel 2011 della guerra civile in Libia tra il governo di Muʿammar Gheddafi e i ribelli del Consiglio nazionale di transizione ha modificato in parte le cose, obbligando a un'inversione di sedi tra la rassegna del 2013 e quella del 2017.

### Problemi organizzativi
I due paesi ospitanti, certamente non abituati ad ospitare manifestazioni così grandi, hanno incontrato diversi problemi nei preparativi della rassegna.
La Guinea Equatoriale in particolare ha dovuto affrontare grandissime spese per la modernizzazione del paese. Dal 2009 il piccolo Paese africano ha eseguito lavori alle infrastrutture (80% delle strade asfaltate), ha ristrutturato l'Estadio de Bata e ha costruito una nuova città, Oyala, e il Nuevo Estadio de Malabo.
I problemi hanno coinvolto anche l'altro Paese organizzatore, il Gabon, che non è riuscito a migliorare la viabilità e ad ultimare la costruzione di uno degli stadi designati ad ospitare le partite della rassegna continentale. Nonostante i grandi sforzi da parte dei due stati africani, i mezzi di telecomunicazione non sono in grado di sostenere l'alta richiesta dei media per questo evento.

## Stadi
La partita inaugurale, una semifinale e la finale per il terzo posto sono state disputate in Guinea Equatoriale mentre l'altra semifinale e la finale sono state giocate in Gabon.
| Estadio de Bata         | Malabo Bata Libreville Franceville | Stade d'Angondjé     |
| Capacità: 37.500        | Malabo Bata Libreville Franceville | Capacità: 40.000     |
| Bata                    | Malabo Bata Libreville Franceville | Libreville           |
|                         | Malabo Bata Libreville Franceville |                      |
| Nuevo Estadio de Malabo | Malabo Bata Libreville Franceville | Stade de Franceville |
| Capacità: 15.250        | Malabo Bata Libreville Franceville | Capacità: 35.000     |
| Malabo                  | Malabo Bata Libreville Franceville | Franceville          |
|                         | Malabo Bata Libreville Franceville |                      |

## Regolamento del torneo

### Formula
La prima fase del torneo prevede la formazione di quattro gironi all’italiana (chiamati “gruppi”) con partite di sola andata, ciascuno composto da quattro squadre e sorteggiati sulla base dei risultati delle ultime tre edizioni della competizione.
Nel caso in cui due o più nazionali avessero lo stesso numero di punti in classifica, il loro posizionamento sarà determinato, nell'ordine, dai seguenti parametri:
1. maggiore numero di punti negli scontri diretti tra le squadre interessate (classifica avulsa);
2. migliore differenza reti negli scontri diretti tra le squadre interessate (classifica avulsa);
3. maggiore numero di reti segnate negli scontri diretti tra le squadre interessate (classifica avulsa);
4. migliore differenza reti globale;
5. maggiore numero di reti segnate globale;
6. fair play: conteggio dei cartellini gialli e rossi ricevuti;
7. sorteggio da parte del comitato CAF.

Le prime due nazionali classificate di ogni raggruppamento accedono alla fase a eliminazione diretta che consiste in un tabellone di tre turni (quarti di finale, semifinali e finali) ad accoppiamenti interamente prestabiliti e con incontri basati su partite uniche ed eventuali tempi supplementari e tiri di rigore in caso di persistenza della parità tra le due contendenti.

### Sanzioni disciplinari
Per quanto concerne le sanzioni disciplinari, le eventuali ammonizioni accumulate durante il torneo sono azzerate dopo la fase a gironi, in maniera che nella fase ad eliminazione diretta non ci possano essere calciatori diffidati.

## Squadre partecipanti
| Pr. | Squadra            | Data di qualificazione certa | Partecipante in quanto                                                | Ultima presenza |
| --- | ------------------ | ---------------------------- | --------------------------------------------------------------------- | --------------- |
| 1   | Gabon              | 29 luglio 2007               | Rappresentativa della nazione co-organizzatrice della fase finale     | Angola 2010     |
| 2   | Guinea Equatoriale | 29 luglio 2007               | Rappresentativa della nazione co-organizzatrice della fase finale     | Esordiente      |
| 3   | Botswana           | 26 marzo 2011                | 1ª classificata nel gruppo K di qualificazione                        | Esordiente      |
| 4   | Costa d'Avorio     | 4 giugno 2011                | 1ª classificata nel gruppo H di qualificazione                        | Angola 2010     |
| 5   | Burkina Faso       | 3 settembre 2011             | 1ª classificata nel gruppo F di qualificazione                        | Angola 2010     |
| 6   | Senegal            | 3 settembre 2011             | 1ª classificata nel gruppo E di qualificazione                        | Ghana 2008      |
| 7   | Mali               | 8 ottobre 2011               | 1ª classificata nel gruppo A di qualificazione                        | Angola 2010     |
| 8   | Guinea             | 8 ottobre 2011               | 1ª classificata nel gruppo B di qualificazione                        | Ghana 2008      |
| 9   | Zambia             | 8 ottobre 2011               | 1ª classificata nel gruppo C di qualificazione                        | Angola 2010     |
| 10  | Niger              | 8 ottobre 2011               | 1ª classificata nel gruppo G di qualificazione                        | Esordiente      |
| 11  | Ghana              | 8 ottobre 2011               | 1ª classificata nel gruppo I di qualificazione                        | Angola 2010     |
| 12  | Angola             | 8 ottobre 2011               | 1ª classificata nel gruppo J di qualificazione                        | Angola 2010     |
| 13  | Tunisia            | 8 ottobre 2011               | 2ª classificata nel gruppo K di qualificazione                        | Angola 2010     |
| 14  | Libia              | 8 ottobre 2011               | Migliore tra le seconde classificate dei gruppi A-J di qualificazione | Egitto 2006     |
| 15  | Marocco            | 9 ottobre 2011               | 1ª classificata nel gruppo D di qualificazione                        | Ghana 2008      |
| 16  | Sudan              | 9 ottobre 2011               | Migliore tra le seconde classificate dei gruppi A-J di qualificazione | Ghana 2008      |

## Sorteggio dei gruppi
Il sorteggio dei gruppi si è svolto a Malabo, in Guinea Equatoriale, il 29 ottobre 2011.
Le squadre sono state divise in quattro urne in base ai risultati delle ultime tre edizioni della competizione. Guinea Equatoriale e Gabon sono state assegnate d'ufficio rispettivamente ai gruppi A e C.
| Urna 1 (teste di serie)                                         | Urna 2                               | Urna 3                                    | Urna 4                             |
| --------------------------------------------------------------- | ------------------------------------ | ----------------------------------------- | ---------------------------------- |
| - Guinea Equatoriale (A1) - Gabon (C1) - Ghana - Costa d'Avorio | - Angola - Tunisia - Zambia - Guinea | - Mali - Senegal - Marocco - Burkina Faso | - Sudan - Libia - Botswana - Niger |

Questo l'esito del sorteggio:
| Gruppo A           | Gruppo B       | Gruppo C | Gruppo D |
| ------------------ | -------------- | -------- | -------- |
| Guinea Equatoriale | Costa d'Avorio | Gabon    | Ghana    |
| Libia              | Sudan          | Niger    | Botswana |
| Senegal            | Burkina Faso   | Marocco  | Mali     |
| Zambia             | Angola         | Tunisia  | Guinea   |

## Arbitri
Qui di seguito è riportata la lista degli arbitri e degli assistenti scelti per la manifestazione.
| Arbitri | Assistenti |
| --- | --- |
| Mohamed Benouza Djamel Haimoudi Neant Alioum Noumandiez Doué Gehad Grisha Eric Otogo-Castane Bakary Papa Gassama Hamada Nampiandraza Koman Coulibaly Ali Lemghaifry Rajindraparsad Seechurn Bouchaïb El Ahrach Badara Diatta Eddy Maillet Daniel Bennett Khalid Abdel Rahman Slim Jedidi Janny Sikazwe | Albdelhak Etchiali Jean-Claude Birumushahu Evarist Menkouande Yanoussa Moussa Richard Bouende-Malonga Songuifolo Yeo Angesom Ogbamariam Theophile Vinga Aboubacar Doumbouya Marwa Range Moffat Champiti Balla Diarra Balkrishna Bootun Redouane Achik David Shaanika Peter Edibe Felicien Kabanda Djibril Camara Jason Damoo Zakhele Siwela Bechir Hassani |

## Convocazioni
Le federazioni nazionali hanno avuto tempo fino alle ore 24:00 UTC+1 dell'11 gennaio 2012 per presentare alla CAF le liste ufficiali, composte da ventitré giocatori (di cui tre portieri).
Fino a ventiquattro ore prima della partita d'esordio della squadra alla Coppa d'Africa, era ancora ammessa la possibilità di sostituire uno o più convocati in caso di loro grave infortunio (tale cioè da impedire la disputa dell'intera fase finale).
In caso una federazione avesse registrato la propria lista dopo il 14 gennaio 2012, le sarebbe stato permesso di partecipare solo con ventuno giocatori, oltre ad essere sanzionata con una multa di $ 10.000.

## Andamento del torneo

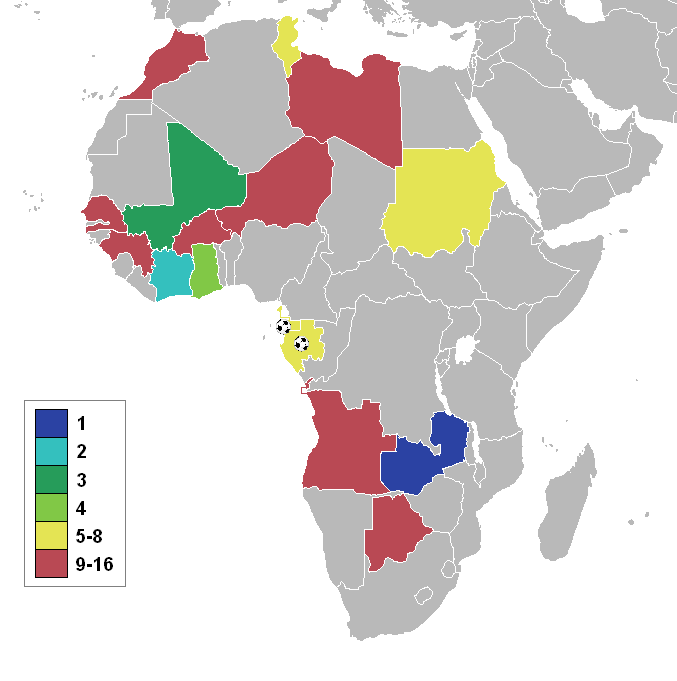
Risultati delle nazioni partecipanti

### Fase a gironi

#### Gruppo A
Nella partita inaugurale, la Guinea Equatoriale affronta la Libia. Le due nazionali non riescono a trovare il gol, che arriva a 4 minuti dalla fine: i padroni di casa vincono l'incontro grazie al gol di Javier Balboa. Nell'altra partita lo Zambia batte inaspettatamente il Senegal; i Chipolopolo si portano sul 2-0 dopo soli 20 minuti (a segno Emmanuel Mayuka e Rainford Kalaba), inutile il gol al 74' del senegalese Dame N'Doye. Nel secondo turno, emozioni in Libia-Zambia, che termina 2-2. La nazionale libica si porta in vantaggio al 5' con Ahmed Saad, ma viene recuperata al 29' dal gol di Emmanuel Mayuka. Nel secondo tempo la Libia si porta sul 2-1 al 48', vantaggio che dura soli 6 minuti, quando al 54' Christopher Katongo trova il pareggio per lo Zambia.
Nell'altra partita il Senegal perde di nuovo, stavolta per 2-1 contro la Guinea Equatoriale, beffato da un gol nei minuti di recupero di Kily, ed è dunque fuori dal torneo, sebbene fosse partito favorito per la vittoria finale. Nell'ultima giornata, i padroni di casa si qualificano alla fase a eliminazione diretta, nonostante la sconfitta per 1-0 contro lo Zambia (gol di Katongo), anch'esso qualificato. Nell'altro incontro anche la Libia sconfigge il Senegal per 2-1, con la doppietta di Ihaab Boussefi, per i Lions de la Teranga di Deme N'Diaye il gol del momentaneo 1-1.

#### Gruppo B
Nella prima giornata, si affrontano Costa d'Avorio-Sudan e Burkina Faso-Angola, finiti rispettivamente 1-0 (gol di Drogba) e 1-2 (a segno Mateus e Manucho per gli angolani e A. Traoré per i Les etalons. Nella giornata seguente, l'Angola e il Sudan si spartiscono la posta pareggiando 2-2 (doppietta di Manucho per l'Angola e doppietta di Bashir per i sudanesi), mentre la Costa d'Avorio si qualifica con un turno d'anticipo vincendo 2-0 grazie a Kalou e a un autogol a 8 minuti dalla fine di B.Koné. Nella giornata finale, il Sudan riesce a qualificarsi ai quarti vincendo 2-1 con una doppietta di Mudather contro il Burkina Faso che segna a tempo quasi scaduto con Dagano, mentre la Costa d'Avorio completa il girone a punteggio pieno rovinando i sogni dell'Angola con un 2-0 maturato dalle reti di Eboué e Bony.

#### Gruppo C
Nella prima giornata, i padroni di casa del Gabon affrontano gli esordienti del Niger stendendoli 2-0 (in gol per gli Azingos Aubameyang al 31' e N'Guéma al 45') mentre l'altra sfida, Marocco-Tunisia, termina 1-2 (a segno Korbi al 36' e Msakni al 76' per i tunisini e Kharja all'86' per i marocchini). Nella seconda giornata, la Tunisia vince ancora per 2-1 contro il Niger e assicura la qualificazione agli ottavi: a segno il solito Msakni al 3', poi la risposta del Niger 5 minuti dopo con N'Gounou e il gol-partita di Jemâa a 1 minuto dalla fine.
In Gabon-Marocco succede di tutto: al 25' Kharja segna il gol dello 0-1 per i Leoni dell'Atlante, ma proprio quando sembra finita il Gabon si sveglia e prima al 77' con Aubameyang pareggia e poi 3 minuti dopo va addirittura in vantaggio con Cousin. Ma il Marocco segna ancora su rigore al 91' sempre con Kharja e la partita sembra finire in un pareggio, ma all'ultimo minuto del lunghissimo recupero di 7 minuti Mbanangoyé segna il gol del 3-2 finale eliminando di fatto il Marocco dalla competizione. Nell'ultima giornata si decide la composizione dei gironi: il Gabon finisce il girone primo e a punteggio pieno sconfiggendo la Tunisia 1-0 con Aubameyang al 62'; con la Tunisia seconda, il Marocco si consola con il terzo posto vincendo 0-1 contro il Niger, segnando con Belhanda al 79'.

#### Gruppo D
Nella prima giornata, il Ghana vince di misura grazie a Mensah al 25' sul Botswana, mentre Mali-Guinea termina allo stesso modo grazie a B. Traoré a segno al 31' per i Les Aigles. La prima goleada avviene alla seconda giornata, con Botswana-Guinea che finisce 1-6 (in rete S.Diallo 2 volte al 14' e al 25', A.Camara al 42', Traoré al 46', M.Bah all'82' e Soumah all'85' per la Syli Nationale, mentre Selolwane su rigore al 22' per le zebre). Nell'altra partita, il Ghana si qualifica con un turno d'anticipo battendo il Mali 2-0 con Gyan al 63' e A. Ayew al 74'. Nell'ultima giornata, il Mali si qualifica vincendo 2-1 contro un agguerrito Botswana (in gol Ngele al 50' per le zebre e Dembélé al 56' e Keita al 75' per il Mali). La Guinea si autoelimina pareggiando 1-1 con il Ghana già qualificato, gol di Badu al 28' per il Brasile d'Africa e Camara al 47' per i guineani.

### Quarti di finale
Il primo quarto di finale, Zambia-Sudan, termina con un netto 3-0 grazie alle reti di Sunzu al 14', di Katongo al 66' e di Chamanga all'86'. Stesso risultato per il secondo quarto, dove la Costa d'Avorio grazie alla doppietta di un Drogba molto ispirato e al gol di Y.Touré chiude la partita contro la Guinea padrona di casa. Il terzo quarto termina ai rigori, dopo l'1-1 tra Gabon e Mali (a segno Mouloungui per i padroni di casa al 55' e Diabaté per i Les Aigles a 6 minuti dalla fine). L'errore di Aubameyang e il rigore segnato da Keita permettono al Mali di passare il turno con un risultato di 5-6. L'ultimo quarto è il più combattuto: il Ghana va a segno dopo soli 10 minuti grazie a Mensah, ma la Tunisia risponde al 42' grazie a Khelifa. Il Ghana segna solo al 110' con Ayew e passa il turno.

### Semifinali
La prima semifinale mette contro Ghana e Zambia, e l'unico gol segnato è quello di Mayuka al 78' per gli zambesi. Stesso risultato tocca all'altra semifinale che vede scontrarsi Mali e Costa d'Avorio, in rete Gervinho al 44' per Gli Elefanti.

### Finale 3º posto
Un motivato Mali termina la sua avventura continentale centrando un buon 3º posto grazie alla doppietta di Diabatè, a segno al 23' e all'80' contro il Ghana.

### Finale
La finalissima vede affrontarsi lo Zambia e la Costa d'Avorio. L'incontro termina sullo 0-0 (unica partita a reti bianche di tutta la manifestazione), ma sono gli arancioni ad avere le opportunità migliori. Il torneo si decide quindi tramite la lotteria dei rigori, che dura più del previsto: tutti i tiratori segnano fino al settimo rigore, poi all'ottavo falliscono prima Touré per gli ivoriani e poi Kalaba per gli zambesi. Al nono, Gervinho sbaglia al contrario di Sunzu, che regala così la prima Coppa d'Africa allo Zambia.

## Fase finale

### Fase a gironi

#### Gruppo A

##### Classifica
| Pos. | Squadra            | Pt | G | V | N | P | GF | GS | DR |
| ---- | ------------------ | -- | - | - | - | - | -- | -- | -- |
| 1.   | Zambia             | 7  | 3 | 2 | 1 | 0 | 5  | 3  | +2 |
| 2.   | Guinea Equatoriale | 6  | 3 | 2 | 0 | 1 | 3  | 2  | +1 |
| 3.   | Libia              | 4  | 3 | 1 | 1 | 1 | 4  | 4  | 0  |
| 4.   | Senegal            | 0  | 3 | 0 | 0 | 3 | 3  | 6  | -3 |

##### Risultati
| Arbitro: | Doue |

|            |           |  |
| Balboa 86’ | Marcatori |  |

| Arbitro: | Alioum |

|            |           |                       |
| N'Doye 74’ | Marcatori | 12’ Mayuka 20’ Kalaba |

| Arbitro: | Coulibaly |

|             |           |                           |
| Saad 5’ 48’ | Marcatori | 29’ Mayuka 54’ C. Katongo |

| Arbitro: | Rahman |

|                      |           |         |
| Randy 62’ Kily 90+4’ | Marcatori | 90’ Sow |

| Arbitro: | Benouza |

|  |           |                |
|  | Marcatori | 68’ C. Katongo |

| Arbitro: | Seechurn |

|                 |           |                |
| Boussefi 5’ 84’ | Marcatori | 11’ D. N'Diaye |

#### Gruppo B

##### Classifica
| Pos. | Squadra        | Pt | G | V | N | P | GF | GS | DR |
| ---- | -------------- | -- | - | - | - | - | -- | -- | -- |
| 1.   | Costa d'Avorio | 9  | 3 | 3 | 0 | 0 | 5  | 0  | +5 |
| 2.   | Sudan          | 4  | 3 | 1 | 1 | 1 | 4  | 4  | 0  |
| 3.   | Angola         | 4  | 3 | 1 | 1 | 1 | 4  | 5  | -1 |
| 4.   | Burkina Faso   | 0  | 3 | 0 | 0 | 3 | 2  | 6  | -4 |

##### Risultati
| Arbitro: | Seechurn |

|            |           |  |
| Drogba 39’ | Marcatori |  |

| Arbitro: | Benouza |

|               |           |                        |
| A. Traoré 57’ | Marcatori | 47’ Mateus 68’ Manucho |

| Arbitro: | Lemghaifry |

|                |           |                       |
| Bashir 33’ 74’ | Marcatori | 5’ 50’ (rig.) Manucho |

| Arbitro: | Grisha |

|                              |           |  |
| Kalou 16’ B. Koné 82’ (aut.) | Marcatori |  |

| Arbitro: | Otogo-Castane |

|                  |           |              |
| Mudather 33’ 80’ | Marcatori | 90+6’ Dagano |

| Arbitro: | Jedidi |

|                    |           |  |
| Eboué 33’ Bony 65’ | Marcatori |  |

#### Gruppo C

##### Classifica
| Pos. | Squadra | Pt | G | V | N | P | GF | GS | DR |
| ---- | ------- | -- | - | - | - | - | -- | -- | -- |
| 1.   | Gabon   | 9  | 3 | 3 | 0 | 0 | 6  | 2  | +4 |
| 2.   | Tunisia | 6  | 3 | 2 | 0 | 1 | 4  | 3  | +1 |
| 3.   | Marocco | 3  | 3 | 1 | 0 | 2 | 4  | 5  | -1 |
| 4.   | Niger   | 0  | 3 | 0 | 0 | 3 | 1  | 5  | -4 |

##### Risultati
| Arbitro: | Maillet |

|                            |           |  |
| Aubameyang 31’ N'Guéma 45’ | Marcatori |  |

| Arbitro: | Bennett |

|            |           |                      |
| Kharja 86’ | Marcatori | 36’ Korbi 76’ Msakni |

| Arbitro: | Sikazwe |

|             |           |                     |
| N'Gounou 8’ | Marcatori | 3’ Msakni 89’ Jemâa |

| Arbitro: | Gassama |

|                                            |           |                         |
| Aubameyang 77’ Cousin 80’ Mbanangoyé 90+7’ | Marcatori | 25’ 90+1’ (rig.) Kharja |

| Arbitro: | Doue |

|                |           |  |
| Aubameyang 62’ | Marcatori |  |

| Arbitro: | Diatta |

|  |           |              |
|  | Marcatori | 79’ Belhanda |

#### Gruppo D

##### Classifica
| Pos. | Squadra  | Pt | G | V | N | P | GF | GS | DR |
| ---- | -------- | -- | - | - | - | - | -- | -- | -- |
| 1.   | Ghana    | 7  | 3 | 2 | 1 | 0 | 4  | 1  | +3 |
| 2.   | Mali     | 6  | 3 | 2 | 0 | 1 | 3  | 3  | 0  |
| 3.   | Guinea   | 4  | 3 | 1 | 1 | 1 | 7  | 3  | +4 |
| 4.   | Botswana | 0  | 3 | 0 | 0 | 3 | 2  | 9  | -7 |

##### Risultati
| Arbitro: | Diatta |

|            |           |  |
| Mensah 25’ | Marcatori |  |

| Arbitro: | Jedidi |

|               |           |  |
| B. Traoré 31’ | Marcatori |  |

| Arbitro: | El Ahrach |

|                      |           |                                                                    |
| Selolwane 22’ (rig.) | Marcatori | 14’ 25’ S. Diallo 42’ A. Camara 45+1’ Traoré 82’ M. Bah 85’ Soumah |

| Arbitro: | Haimoudi |

|                      |           |  |
| Gyan 63’ A. Ayew 74’ | Marcatori |  |

| Arbitro: | Rahman |

|           |           |                       |
| Ngele 50’ | Marcatori | 56’ Dembélé 75’ Keita |

| Arbitro: | Bennett |

|          |           |                 |
| Badu 28’ | Marcatori | 45+2’ A. Camara |

### Fase a eliminazione diretta

#### Tabellone
|  | Quarti di finale              | Quarti di finale             |                               |       | Semifinali                | Semifinali                |  |  | Finale                    | Finale |
|  |                               |                              |                               |       |                           |                           |  |  |                           |        |
|  | Bata - 4 febbraio 2012        |                              |                               |       |                           |                           |  |  |                           |        |
|  |                               |                              |                               |       |                           |                           |  |  |                           |        |
|  | 1A. Zambia                    | 3                            |                               |       |                           |                           |  |  |                           |        |
|  | 1A. Zambia                    | 3                            | Bata - 8 febbraio 2012        |       |                           |                           |  |  |                           |        |
|  | 2B. Sudan                     | 0                            |                               |       |                           |                           |  |  |                           |        |
|  | 2B. Sudan                     | 0                            | Zambia                        | 1     |                           |                           |  |  |                           |        |
|  | Franceville - 5 febbraio 2012 |                              | Zambia                        | 1     |                           |                           |  |  |                           |        |
|  |                               | Ghana                        | 0                             |       |                           |                           |  |  |                           |        |
|  | 1D. Ghana (dts)               | Ghana                        | 0                             | 2     |                           |                           |  |  |                           |        |
|  | 1D. Ghana (dts)               |                              | Libreville - 12 febbraio 2012 | 2     |                           |                           |  |  |                           |        |
|  | 2C. Tunisia                   | 1                            |                               |       |                           |                           |  |  |                           |        |
|  | 2C. Tunisia                   | 1                            | Zambia (dtr)                  | 0 (8) |                           |                           |  |  |                           |        |
|  | Libreville - 5 febbraio 2012  |                              | Zambia (dtr)                  | 0 (8) |                           |                           |  |  |                           |        |
|  |                               | Costa d'Avorio               | 0 (7)                         |       |                           |                           |  |  |                           |        |
|  | 1C. Gabon                     | Costa d'Avorio               | 0 (7)                         | 1 (4) |                           |                           |  |  |                           |        |
|  | 1C. Gabon                     | Libreville - 8 febbraio 2012 |                               | 1 (4) |                           |                           |  |  |                           |        |
|  | 2D. Mali (dtr)                | 1 (5)                        |                               |       |                           |                           |  |  |                           |        |
|  | 2D. Mali (dtr)                | 1 (5)                        | Mali                          | 0     | Finale per il terzo posto | Finale per il terzo posto |  |  |                           |        |
|  | Malabo - 4 febbraio 2012      |                              | Mali                          | 0     | Finale per il terzo posto | Finale per il terzo posto |  |  |                           |        |
|  |                               | Costa d'Avorio               | 1                             |       |                           |                           |  |  |                           |        |
|  | 1B. Costa d'Avorio            | Costa d'Avorio               | 1                             | 3     | Ghana                     | 0                         |  |  |                           |        |
|  | 1B. Costa d'Avorio            |                              |                               | 3     | Ghana                     | 0                         |  |  |                           |        |
|  | 2A. Guinea Equatoriale        | 0                            |                               | Mali  | 2                         |                           |  |  |                           |        |
|  | 2A. Guinea Equatoriale        | 0                            |                               |       | 2                         |                           |  |  |                           |        |
|  |                               |                              |                               |       |                           |                           |  |  | Malabo - 11 febbraio 2012 |        |
|  |                               |                              |                               |       |                           |                           |  |  |                           |        |

#### Quarti di finale
| Arbitro: | Gassama |

|                                       |           |  |
| Sunzu 14’ C. Katongo 66’ Chamanga 86’ | Marcatori |  |

| Arbitro: | Maillet |

|                             |           |  |
| Drogba 36’ 69’ Y. Touré 81’ | Marcatori |  |

| Arbitro: | Haimoudi |

|                                             |                      |                                               |
| Mouloungui 55’                              | Marcatori            | 84’ Diabaté                                   |
| Poko Mbanangoyé Mouloungui Aubameyang Manga | Tiri di rigore 4 – 5 | Cheick Diabaté Yatabaré Kanté B. Traoré Keita |

| Arbitro: | Alioum |

|                         |           |             |
| Mensah 10’ A. Ayew 101’ | Marcatori | 42’ Khelifa |

#### Semifinali
| Arbitro: | Benouza |

|            |           |  |
| Mayuka 78’ | Marcatori |  |

| Arbitro: | Bennett |

|  |           |              |
|  | Marcatori | 44’ Gervinho |

#### Finale 3º posto
| Arbitro: | Grisha |

|  |           |                 |
|  | Marcatori | 23’ 80’ Diabaté |

#### Finale
| Arbitro: | Diatta |

|                                                                       |                      |                                                                 |
| C. Katongo Mayuka Chansa F. Katongo Mweene Sinkala Lungu Kalaba Sunzu | Tiri di rigore 8 – 7 | Tioté Bony Bamba Gradel Drogba Tiéné Ya Konan K. Touré Gervinho |

## Classifica marcatori
Aggiornata al 12 febbraio 2012
3 reti
- Manucho
- Didier Drogba
- Pierre-Emerick Aubameyang
- Cheick Diabaté
- Houssine Kharja
- Christopher Katongo
- Emmanuel Mayuka

2 reti
- André Ayew
- John Mensah
- Abdoul Camara
- Sadio Diallo
- Ihaab Boussefi
- Ahmed Saad Osman
- Mohamed Bashir
- Mudathir El-Tahir
- Youssef Msakni

1 rete
- Mateus
- Moumouni Dagano
- Alain Traoré
- Mogakolodi Ngele
- Dipsy Selolwane
- Wilfried Bony
- Emmanuel Eboué
- Gervinho
- Salomon Kalou
- Yaya Touré
- Daniel Cousin
- Bruno Mbanangoyé
- Éric Mouloungui
- Stéphane N'Guéma
- Emmanuel Agyemang-Badu
- Asamoah Gyan
- Mamadou Diouldé Bah
- Naby Soumah
- Ibrahima Traoré
- Javier Balboa
- Kily
- Randy
- Garra Dembélé
- Seydou Keita
- Bakaye Traoré
- Younès Belhanda
- William N'Gounou
- Deme N'Diaye
- Dame N'Doye
- Moussa Sow
- Issam Jemâa
- Saber Khelifa
- Khaled Korbi
- James Chamanga
- Rainford Kalaba
- Stophira Sunzu

Autoreti
- Bakary Koné (1, pro  Costa d'Avorio)

## Premi
La sera della finale per il 1º posto, conclusa la partita, la CAF ha reso noti i premi assegnati ai calciatori.
- Miglior giocatore del torneo:  Christopher Katongo
- Capocannoniere del torneo:  Emmanuel Mayuka
- Premio Fair Play - giocatore:  Jean-Jacques Gosso
- Premio Fair Play - squadra:  Costa d'Avorio
- Migliori 11:[12]

Portiere
- Kennedy Mweene

Difensori
- Jean-Jacques Gosso
- Stophira Sunzu
- John Mensah
- Adama Tamboura

Centrocampisti
- Emmanuel Mayuka
- Yaya Touré
- Gervinho
- Seydou Keita

Attaccanti
- Christopher Katongo
- Didier Drogba

Sostituti
- Boubacar Barry
- Rui
- Youssef Msakni
- Manucho
- Pierre-Emerick Aubameyang
- Sadio Diallo
- Cheick Diabaté
- Éric Mouloungui
- Houssine Kharja
- Mudathir El-Tahir
- Rainford Kalaba
- Kwadwo Asamoah